# Superama
Superama fue el nombre de uno de los formatos de tiendas de autoservicio en México, fundado en 1965, fueron propiedad originalmente de la empresa Almacenes Aurrerá (aunque en ese momento no tuviera el control); posteriormente de su sucesora, Grupo Cifra y hasta su desaparición, de la filial mexicana del corporativo detallista estadounidense Walmart.

## Historia
Superama surge en el año 1965 en la Ciudad de México, conceptualizado como supermercado en el cual ofrecía productos como abarrotes, perecederos, ropa y mercancías generales. 
Abrió su primera sucursal sobre la avenida Río Churubusco y Eje Central, en la Ciudad de México, la segunda ubicación fue en Barrilaco y la tercera en Horacio, ambas en la alcaldía Miguel Hidalgo.  
Durante la década de 1970, el formato empezó a crecer a partir de su asociación con una cadena de cinco tiendas denominadas Superdescuentosy posteriormente formó una alianza con la Central de Mercados (Cemerca), que tiempo después la cadena de supermercados Sumesa formaría también una alianza comercial.
En el año 1986, se crea Grupo Cifra, junto con sus formatos de tienda y restaurantes como Aurrerá, Suburbia, Vips y El Portón, motivo por el que las sucursales de Superama estuvieran enfocadas en zonas residenciales y de menor tamaño poblacional. 
Por lo que posteriormente empezaría a ofrecer artículos como abarrotes, perecederos, vinos y licores, alimentos preparados y artículos para el hogar y de limpieza, enfocandose al nivel socioeconómico medio y alto, además remodela sus ubicaciones. 
Tiempo más tarde, durante 2012, la marca Superama cambia de imagen y son remodeladas las 40 unidades de la compañía, dicho proceso inició principalmente con la inauguración de su sucursal número 46 con el nuevo formato de tienda, por lo que lanza su venta en línea, debido a que han surgido nuevos competidores como Fresko y City Market, mismos que cobraron mayor fuerza en el mercado.
En septiembre de 2015 festeja 50 años de historia, los cuales medio centenario celebra en algunas de sus sucursales, mediante diversas exposiones como catas de vino, degustaciones y shows de un chef en vivo en la sucursal, especíalmente en 6 ubicaciones de la Ciudad de México, por lo que también a nivel nacional incluye descuentos desde 50 pesos.
Walmart decide cambiar el formato y nombre de las tiendas Superama a Walmart Express en noviembre del año 2020, el proceso de cambio de imagen fue realizado a nivel nacional. La primera sucursal transformada fue la tienda Superama Oradores ubicada en el municipio de Naucalpan de Juárez, en el Estado de México como Walmart Express Oradores, inaugurada el 27 de noviembre del mismo año.
Acabando su ciclo, se eliminan la mayoría de sus marcas exclusivas, así como las áreas de diferentes sucursales.En 2022 termina la conversión de todas las unidades.

## Estilo de tienda
Contaba con un formato de tiendas enfocados a consumidores con nivel socioeconómico medio y alto, usualmente ubicados en ciudades de 100,000 habitantes en adelante, cuyo piso de venta rondaban desde los 1,000m2 hasta los 2,500m2, en el cual se ubicaban principalmente en zonas residenciales o bien, en zonas con población de ingresos medios y altos. 

## Cambio de formato a Walmart Express
A finales del mes de octubre del año 2020, Walmart de México anunció que las tiendas Superama serían convertidas al formato denominado Walmart Express y, aunque el corporativo aseguraba que la marca seguiría siendo de su propiedad, se sustituyeron las 93 sucursales de Superama durante el año 2021.
Entidades como Ciudad de México, Estado de México, Morelos, Guerrero, Tamaulipas, Quintana Roo, Querétaro, Jalisco, Guanajuato y Campeche vivieron este dicho proceso, hasta el año 2022 finalizó la creación.